# Road movies
Road movies is een compositie van John Adams.
Adams was in de jaren tachtig en negentig vooral actief en bekend vanwege werken voor symfonie- of kamerorkest in de stijl van de minimalistische muziek. Minder bekend zijn zijn werken binnen de kamermuziek. Zo schreef hij Road movies voor viool en piano respectievelijk Robin Lorentz (viool) en Vicki Ray (piano). De opdracht kwam het McKim Fund van de Amerikaanse Library of Congress. Het werk bestaat uit drie delen, die ongeveer even lang duren:
1. Relxed groove
2. Meditative
3. 40 % swing

De muziek doet zonder meer denken aan genoemde stroming, maar Adams probeerde zich in die tijd daarvan al los te maken met wat later postminimalisme werd genoemd. Adams omschreef het zelf als reismuziek. Ritme en klanken trekken aan de voorbij overeenkomstig landschappen tijdens een reis. De opzet is wel te vergelijken met de klassieke muziek in het algemeen, een snel deel wordt gevolgd door langzaam deel (meditatie) en sluit af met een snel deel. Adams zag in het laatste deel een combinatie van jazz en bluegrass vermengd met zijn eigen stijl. Het werk wordt gekenmerkt door het spelen van een relatief versnelde eerste en derde tel binnen de vierkwartsmaat, in combinatie met de relatief vertraagde tweede en vierde tel. Het geeft het idee dat het aan de ene kant vooruit wil, maar aan de andere kant zichzelf afremt. 
Het werk kreeg zijn wereldpremière op 23 oktober 1995 door genoemd duo.
In 2002 namen Leila Josefowicz (viool) en John Novacek (piano) het op voor Nonesuch Records, dat meerdere opnamen van Adams’ muziek uitbracht. Volgens de muziekuitgeverij Boosey & Hawkes werd Road movies circa 200 keer gespeeld (gegevens februari 2025). De Nederlandse première zou op naam staan van Ralph van Raat en Rosanne Philippens in het Koninklijk Concertgebouw (16 november 2016). Road movies kent in 2025 een uitgebreide discografie met ten minste tien opnamen.